# 顧統
顧統（？—1399年），河南行省揚州路江都縣（今江蘇省揚州市）人，明朝軍事人物。顧成之子。

## 生平
顧統早年隨父參戰。洪武三十年，雲貴西堡、滄浪諸寨蠻亂，顧成派遣指揮陸秉與其子顧統分兵討伐平定，后升爲普定衛指揮。靖難之役中，因顧成被擒降燕，顧統被誅。
顧統之子顧興祖繼承顧成的侯爵爵位。顾统得追赠为太子太保、镇远侯。